# USS Gabilan (SS-252)
L'USS Gabilan (SS-252) est un sous-marin de la classe Gato construit pour l'United States Navy pendant la Seconde Guerre mondiale.
Sa quille est posée le 5 janvier 1943 au chantier naval Electric Boat de Groton, dans le Connecticut. Il est lancé le 19 septembre 1943, parrainé par Mme Eleanor James et mis en service le 28 décembre 1943, sous le commandement du commander K. R. Wheland.

## Historique
Après avoir terminé sa croisière inaugurale au large du Connecticut et une croisière d'entraînement au large de Key West, en Floride, le submersible effectue sa première patrouille de guerre dans l'océan Pacifique le 21 avril 1944. Le Gabilan coule son premier navire ennemi lors de sa deuxième patrouille de guerre en juillet 1944, il s'agit d'un dragueur de mines japonais (que le commandant identifia à tort comme un destroyer), attaqué au sud du Japon. Au cours de sa cinquième patrouille de guerre, il localise et traque en compagnie des USS Charr et USS Besugo le croiseur léger japonais Isuzu, qui est envoyé par le fond le 7 avril 1945 après quatre jours de poursuite. Lors de sa sixième et dernière patrouille de guerre, le Gabilan secourt un total de 17 aviateurs américains abattus ; 3 d'entre eux sont repêchés dans la baie de Tokyo, au Japon. Le submersible est retiré du service au début de 1946 et placé en réserve jusqu'en 1959, date à laquelle il est vendu pour démolition.

## Décorations
Le Gabilan  a reçu quatre battle stars pour son service pendant la Seconde Guerre mondiale.